# دشمنان دنیا
دشمنان دنیا (هندی: Dushman Duniya Ka) فیلمی هندی در سبک درام به کارگردانی محمود علی است که در سال ۱۹۹۶ منتشر شد. از بازیگران آن می‌توان به شاهرخ خان، سلمان خان، لیلا و فریدا جلال اشاره کرد.